# Saison 1930-1931 de la Can-Am
Saison précédente Saison suivante
La saison 1930-1931 est la cinquième saison de la Canadian-American Hockey League. Cinq franchises jouent chacune 40 rencontres. Les Indians de Springfield remportent le Trophée Henri Fontaine en battant les Tigers/Cubs de Boston en 7 matches en séries éliminatoires.

## Saison régulière
| Clt   | Équipe                 | PJ | V  | D  | N | BP  | BC  | Pts |
| ----- | ---------------------- | -- | -- | -- | - | --- | --- | --- |
| +001, | Indians de Springfield | 40 | W  | 9  | 2 | 167 | 99  | 60  |
| +002, | Reds de Providence     | 40 | 29 | 11 | 6 | 132 | 96  | 52  |
| +003, | Tigers/Cubs de Boston  | 40 | 23 | 22 | 4 | 96  | 114 | 32  |
| +004, | Arrows de Philadelphie | 40 | 14 | 22 | 6 | 84  | 108 | 30  |
| +005, | Eagles de New Haven    | 40 | 12 | 23 | 8 | 78  | 140 | 26  |

- En gras : champion de la saison régulière
- En italique : qualifié pour les séries

## Séries éliminatoires
Trois équipes sont qualifiées pour les séries. Les Indians de Springfield, vainqueurs de la saison régulière, sont directement qualifiés pour la finale alors que les Reds de Providence et les Tigers/Cubs de Boston s'affrontent en deux matchs pour désigner l'autre finaliste. Les Tiger/Cubs battent les Reds 7 buts à 6 puis perdent en finale en sept matchs contre les Indians : deux victoires contre trois et deux matchs nuls,.

### Résultats
- 1er tour
  - Providence 2-4 Boston
  - Boston 3-4 Providence
- Finale
  - Springfield 2-2 Boston
  - Boston 4-3 Springfield
  - Springfield 3-2 Boston
  - Boston 6-2 Springfield
  - Springfield 1-1 Boston
  - Boston 2-3 Springfield
  - Springfield 3-2 Boston